# Armor Wars
Armor Wars és una propera pel·lícula de superherois creada per Yassir Lester per al servei de streaming Disney+, basada en la història de Marvel Comics del mateix nom. Forma part del Marvel Cinematic Universe (MCU) produïda per Marvel Studios. Lester és l'escriptor principal.
Don Cheadle torna a interpretar el paper de James Rhodes. Inicialment en format de sèrie es va anunciar el desembre de 2020 junt amb la participació de Cheadle, i Lester es va unir l'agost de 2021. El setembre de 2022 es va anunciar que Marvel Studios havia decidit reescriure-la com una pel·lícula.

## Producció
Don Cheadle va dir el febrer de 2010 que Marvel Studios no estava pensant en una possible pel·lícula derivada del seu personatge del Marvel Cinematic Universe (MCU) James Rhodes, i creia que no es faria. Aquell novembre, Marvel va enviar una presentació per a una pel·lícula de War Machine a diversos escriptors. Cheadle va dir que Marvel estava desenvolupant la pel·lícula el gener de 2011 i creia que s'havia contractat un escriptor; Joe Robert Cole va tenir una reunió amb Marvel, va presentar el seu concepte per a la pel·lícula War Machine i va ser contractat per escriure el guió, abans que Marvel decidís deixar el projecte a causa dels seus plans per a Iron Man 3. Aleshores, Cole es va unir al programa d'escriptors de Marvel. L'abril de 2019, Cheadle va dir que, tot i que no estava segur de quina hauria estat la història, la pel·lícula hauria explorat la tensió entre la feina militar de Rhodes i "el món canviant".
El desembre de 2020, el president de Marvel Studios, Kevin Feige, va anunciar la sèrie de televisió Armor Wars, amb el títol i premissa basats en la història del còmic de 1987–88 del mateix nom. Yassir Lester es va incorporar com a escriptor principal l'agost de 2021. La presentació de Lester va entusiasmar els executius i Don Cheadle amb les seves idees per a la sèrie.
El febrer de 2021, estava previst que el procés d'escriptura de la sèrie començara el mes següent. Cheadle va dir que la mort de Tony Stark a Avengers: Endgame tindria importància a la sèrie, que exploraria més innovacions en l'armadura War Machine de James Rhodes. Cheadle esperava que la sèrie pogués unir les històries dels còmics amb l'MCU i "fer que aquests mons funcionin" junts. Al juny, el CEO de Disney, Bob Chapek, va dir que Armor Wars agradaria als fans d'Iron Man que volguessin contingut similar. Cheadle va dir un mes més tard que s'uniria a la sala d'escriptors en un parell de setmanes i que només estaven "definint" la història i discutint quina seria la sèrie. A l'octubre, Cheadle va reiterar que encara estaven en les primeres etapes de la sèrie, i va expressar la il·lusió d'explorar a Rhodes sense estar lligat a Stark i els Venjadors després d'Endgame amb més temps i centrar-se en el personatge.
El treball de preproducció havia començat a mitjans de setembre de 2022, per començar el rodatge a principis d'octubre. En aquell moment, es va revelar que Walton Goggins formaria part de la sèrie, repetint el seu paper de Sonny Burch de Ant-Man and the Wasp, i també es va revelar que la sèrie estava ambientada després dels esdeveniments de la sèrie de Disney+ Secret Invasion. Aleshores, el rodatge començaria a principis de 2023, i la constaria de sis episodis, amb Rayna McClendon, Lekethia Dalcoe, Garrick Bernard i Emma Fletcher servint com a guionistes. Feige, Louis D'Esposito i Brad Winderbaum de Marvel Studios serien productors executius,  amb Lester com a productor, juntament amb l'executiva de producció i desenvolupament de Marvel Studios Jenna Berger.
A finals de setembre de 2022, Marvel Studios va decidir reelaborar la sèrie en un llargmetratge després d'adonar-se que la història que estaven intentant explicar era més adequada com a pel·lícula que com a una sèrie llarga.
El rodatge començarà el 2025.